# 中小企業者等に対する金融の円滑化を図るための臨時措置に関する法律
中小企業者等に対する金融の円滑化を図るための臨時措置に関する法律（ちゅうしょうきぎょうしゃとうにたいするきんゆうのえんかつかをはかるためのりんじそちにかんするほうりつ、平成21年12月3日法律第96号）は、金銭債務支払を一定期間猶予することに関する日本の法律である。
2009年に成立した。鳩山由紀夫内閣において金融担当大臣を務めていた亀井静香が主導した。

## 概要
中小企業や住宅ローンの金銭債務の支払いについて、返済困窮者が希望すれば一定期間猶予することを規定している。
この法律の対象となる金融機関は第2条に規定されている（日本に本店を置く銀行・信用金庫・信用組合・JAバンク・JFマリンバンクなど）。なお、政府系金融機関（住宅金融支援機構・日本政策金融公庫など）やノンバンクは含まれていない。対象となる金融機関は実施状況を定期的に行政庁（金融庁）などへ報告しなければならない（第8条）。
中小企業や個人の債務を一定期間返済猶予するということは、貸し手の金融機関の収益が悪化することを意味し、また、返済猶予を申請してしまうと、その企業に対して金融機関が新規融資を控える可能性も指摘された。

## 期限の延長
この法律は2009年10月30日、第173回国会に提出され、同年11月30日に可決・成立した。当初は、2011年3月31日までの時限立法であった。
2010年12月14日、金融庁は本法を2012年3月31日まで延長する方針を発表した。2011年3月31日、第177回国会にて期限を1年間延長する改正案が可決・成立した。
2011年12月27日、金融庁は本法を2013年3月31日まで再延長する方針を発表した。2012年3月30日、第180回国会にて期限を1年間再延長する改正案が可決・成立した。
2013年3月31日、延長がされずに期限切れで本法は失効した。